# Wanda Nara
Wanda Nara, née le 10 décembre 1986 à Boulogne Sur Mer (au nord de Buenos Aires), est une personnalité des médias argentins, agent de football, showgirl, présentatrice de télévision et mannequin.

## Biographie
Wanda Nara est née en Argentine dans la commune de Boulogne Sur Mer, une ville dont le nom est un hommage au port homonyme français.
Elle est la sœur ainée de Zaira Nara.

### Carrière
Wanda Nara fait ses débuts sur scène en tant que deuxième vedette de la saison de théâtre d’été 2005–2006 dans la revue Humor en Custodia. Durant la saison de théâtre estivale 2006–2007, Nara est une vedette de la revue King Corona de Jorge Corona: toutefois, elle quitte la revue après deux mois en raison de prétendus abus du comédien et de sa femme. Nara signe en 2007 un contrat avec Patinando por un Sueño de Showmatch et, en 2009, elle a participé à El Musical de tus Sueños.
En 2011 elle est candidate de la 7e saison de Bailando por un Sueño en Argentine, au côté notamment de Mike Tyson et Pamela Anderson. Elle abandonnera lors du 5e tour. C'est sa petite sœur, Zaira Nara, qui la remplace dès le 6e tour, et ce jusqu'à son élimination lors du 15e tour.
En 2011, Nara participe à Patinando 2011, un concours qu'elle quitte pour se rendre en Italie avec son mari d'alors Maxi López à cause de sa grossesse. En septembre 2018, Nara remplace Melissa Satta, en tant que showgirl, dans le talk-show sportif Tiki Taka - Il calcio è il nostro gioco, animé par Pierluigi Pardo et diffusé sur Italia 1 et Canale 5,.
Le 8 janvier 2020 elle est chroniqueuse de la 4e saison de l'émission italienne Grande Fratello VIP. À cause de la crise de la pandémie du COVID-19, l'émission ne reçoit plus de public dès le 8 mars 2020, et elle reste à Paris.

### Vie privée
Wanda Nara est mariée au footballeur Maxi López du 28 mai 2008, au 6 novembre 2013,; Nara et López divorcent après que López a accusé Nara de l'avoir trompé, tandis que Nara accuse López d'infidélité conjugale répétée : les magistrats argentins statuent en faveur de Nara. López et Nara ont trois fils, Valentino Gastón López Nara (né le 25 janvier 2009), Constantino López Nara (né le 18 décembre 2010) et Benedicto López Nara (né le 20 février 2012).
Nara, avec ses trois fils, quitte l'Italie pour rentrer à Buenos Aires et commence une relation avec le footballeur Mauro Icardi : en avril 2014  au cours d'un match de la Serie A entre la Sampdoria (de López) et l'Inter (de Icardi), López refuse de serrer la main d'Icardi, conduisant la presse à parler, de «derby Wanda». Nara et Icardi se marient ensuite le 27 mai 2014 à Buenos Aires, peu après son divorce, et une grande fête de mariage a lieu le 7 juin 2014 à Buenos Aires ; Nara et Icardi ont deux filles, Francesca Icardi Nara (née le 19 janvier 2015) et Isabella Icardi Nara (née le 27 octobre 2016). De plus, Nara est également l'agent de Mauro Icardi.
Le 16 octobre 2021, Nara écrit un message sur sa story Instagram apparemment destiné à son mari. Elle dénonce la relation extraconjugale qu'entretiendrai Mauro Icardi avec María Eugenia Suárez, plus connue sous le nom de « China Suárez ». Le lendemain, Nara quitte Paris pour Milan pour rejoindre ce qui était leur ancienne maison familiale jusqu'en 2019, avec ses cinq enfants. Plus tard, les deux époux se réconcilient, avant d'annoncer leur divorce le 22 septembre 2022. Deux mois plus tard, Nara et Icardi se mettent de nouveau ensemble,, puis se séparent une nouvelle fois un mois plus tard. Leur relation intermittente se poursuit par une nouvelle réconciliation en 2023. En juillet 2024, celle-ci annonce finalement sa séparation définitive avant de confirmer quatre mois plus tard sa relation avec le rappeur argentin L-Gante (en). Elle confirme également avoir eu une liaison avec Keita Baldé au début de 2023, celui-ci étant l'ancien coéquipier de Mauro Icardi à l'Inter Milan,. Le 5 janvier 2025, elle annonce la fin de sa relation amoureuse avec L-Gante.

### Théâtre
- Humor en Custodia (2005–2006)
- King Corona (2006–2007)

### Émissions
- Sin código (2005–2006)
- Casados con hijos (2006)
- Patinando por un Sueño (2007)
- El Musical de tus Sueños (2009)
- Justo a tiempo (2009–2011)
- Bailando por un Sueño (2011)
- Showmatch (2012)
- Susana Giménez - Entrevistas (2013)
- La pelu (2013)
- Susana Giménez - Especiales (2017)
- Golpe al corazón (2017–2018)
- Especiales Musicales de Morfi (2018)
- Tiki Taka - Il calcio è il nostro gioco (2018–2019)
- Por el mundo (2019)
- Grande Fratello VIP (2020)
- ¿Quién es la máscara? (2022)
- Ballando con le stelle (2022)
- Gran Hermano (2023)
- MasterChef Argentina (2023)